# NGC 5752
NGC 5752 ist eine Spiralgalaxie in Kantenstellung vom Hubble-Typ Sb im Sternbild Bärenhüter am Nordsternhimmel. Sie ist etwa 207 Millionen Lichtjahre von der Milchstraße entfernt und hat einen Durchmesser von etwa 45.000 Lichtjahren.
Die Galaxie steht in wechselwirkender Beziehung zu NGC 5754 und bildet mit ihr und NGC 5753 und NGC 5755 ein Quartett namens Arp 297. Halton Arp gliederte seinen Katalog ungewöhnlicher Galaxien nach rein morphologischen Kriterien in Gruppen. Dieses Galaxienpaar gehört zu der Klasse Galaxien mit langen Filamenten.
NGC 5752 wurde am 1. April 1878 von dem irischen Astronomen Lawrence Parsons entdeckt.